# الصلفاح (الرضمة)

تعديل مصدري - تعديل

الصلفاح هي إحدى قرى عزلة عجيب بمديرية الرضمة التابعة لمحافظة إب، بلغ تعداد سكانها 347 نسمة حسب تعداد اليمن لعام 2004.